# 打ち言葉
　打ち言葉 (うちことば) とは、デジタルメディアを通じたテキストベースのコミュニケーションに使用される言語表現で、従来の「話し言葉」と「書き言葉」の特徴を兼ね備えつつ、両者とも異なる新しいカテゴリとして位置づけられる。打ち言葉は主にインターネットを介しキーを打つなどして伝え合う，かつてはなかった新しいコミュニケーションの形である。

## 定義
打ち言葉は、ネットワークに接続されたデジタルメディア上でテキストチャットやテキスト入力によって現れる言葉と定義される。この言語形式は「チャットの打ち言葉」と「技術依存の打ち言葉」の二つのサブカテゴリに分類される。前者はネットワークを通じた文字会話における言語であり、後者は電子化文字のテキストにおいて「入力・打つ」という行為によって生じる新しい言語表現を指す。e.g. 「|ナL丶ナニレ丶」，「おk」，「うp」，「草生える」，タヒ·ﾀﾋ(死)，ㅇㅈ・린정(인정, 認定)，젭라(제발・何とか(お願い))，고나리(관리・管理)，듀냐(EBS)など。

## 歴史
打ち言葉は1980年代から1990年代のパソコン通信時代に起源を持ち、その後「ポケベル」や「携帯メール」といったコミュニケーション手段の普及に伴い、より一般的な存在となった。現代では、多くのソーシャルメディアプラットフォームで一般的に見られる。

## 特徴
互いのやり取りが比較的短い時間で行われ，一回のやり取りで交わされる情報量も少ない媒体においては，話し言葉に近いものも多く用いられる。こうした，話し言葉の要素を多く含む新しい書き言葉を｢打ち言葉」と呼ぶ。主にインターネットを介しキーを打つなどして 伝え合う，かつてはなかった新しいコミュニケーションの形である。
このような打ち言葉におけるコミュニケーションは非言語コミュニケーションの手段やパラ言語の情報が欠落しているため、スタンプ、顔文字、絵文字、記号といった代替手段が導入される。これにより、感情表現が豊かになり、コミュニケーションがより直感的かつ表現豊かになることが可能となる。e.g. 「がちしょんぼり浸殿丸 ٩( ◞‸◟ )۶」「😊😊😂🤣😍」など。

## 社会的な影響
打ち言葉は若者言葉との接点も多く、新しい形式の言葉が形成される背景には、メディアの変化と技術の進化が深く関わっている。これにより、言語の意味の不透明性が増すことがあるが、同時に新しいコミュニケーションの形が生まれる。
「打ち言葉」は生活に身近なものとなり，特に20代以下の若い世代においては，ＳＮＳが日常的な伝え合いの手段になっている（平成 27 年度情報通信白書)。ＳＮＳには，送信した情報の拡散性が非常に高く，不特定多数が読者になるというこれまでの手段とは大きく異なる特徴が認められる。｢打ち言葉」による伝え合いに際しては，手段・媒体ごとの特性をよく認識した上でやり取りすべき時代を迎えていると言っていい。